# سیارک ۱۲۹۰۷۸
سیارک ۱۲۹۰۷۸ (به انگلیسی: 129078 Animoo، نامگذاری:2004VL65) صد و بیست و نه هزار و هفتاد و هشتمین سیارک کشف شده‌است که در ۸ نوامبر ۲۰۰۴ کشف شد.